# Claremorris
Claremorris (Clár Chlainne Mhuiris in irlandese) è una località del Mayo, in Irlanda. È situata sulla strada nazionale N17 che collega Galway a Sligo, ma è soprattutto un nodo ferroviario per le vicine Westport e Ballina, che collega a Dublino. Il tratto Ballina/Westport–Dublino si interseca a Claremorris nel non più usato tratto Limerick–Sligo del vecchio Western Railway Corridor. Attualmente è in corso una campagna (West on Track) per riaprire il tratto da Sligo a Galway e Limerick, che coinvolgerebbe cittadine intermedie come Tuam e Gort. Anticamente, c'era anche una ferrovia per Ballinrobe da Claremorris.
Claremorris non ha grandi punti d'interesse nel suo centro abitato, oltre un bizzarro monumento formato da pezzi di barca, ma è molto suggestiva in ambito paesaggistico: Croagh Patrick, facilmente individuabile in lontananza, appare imponente e rende il paesaggio intorno a Claremorris, formato da foreste, drumlin tondeggianti e laghi impressionanti, piatto e delicato. La cittadina ha dato i natali al cardinale John Francis D'Alton e può fruire di due scuole secondarie e varie, nell'area circostante, primarie.